# Calicnemia miniata
Calicnemia miniata – gatunek ważki z rodziny pióronogowatych (Platycnemididae).